# Scott Ian

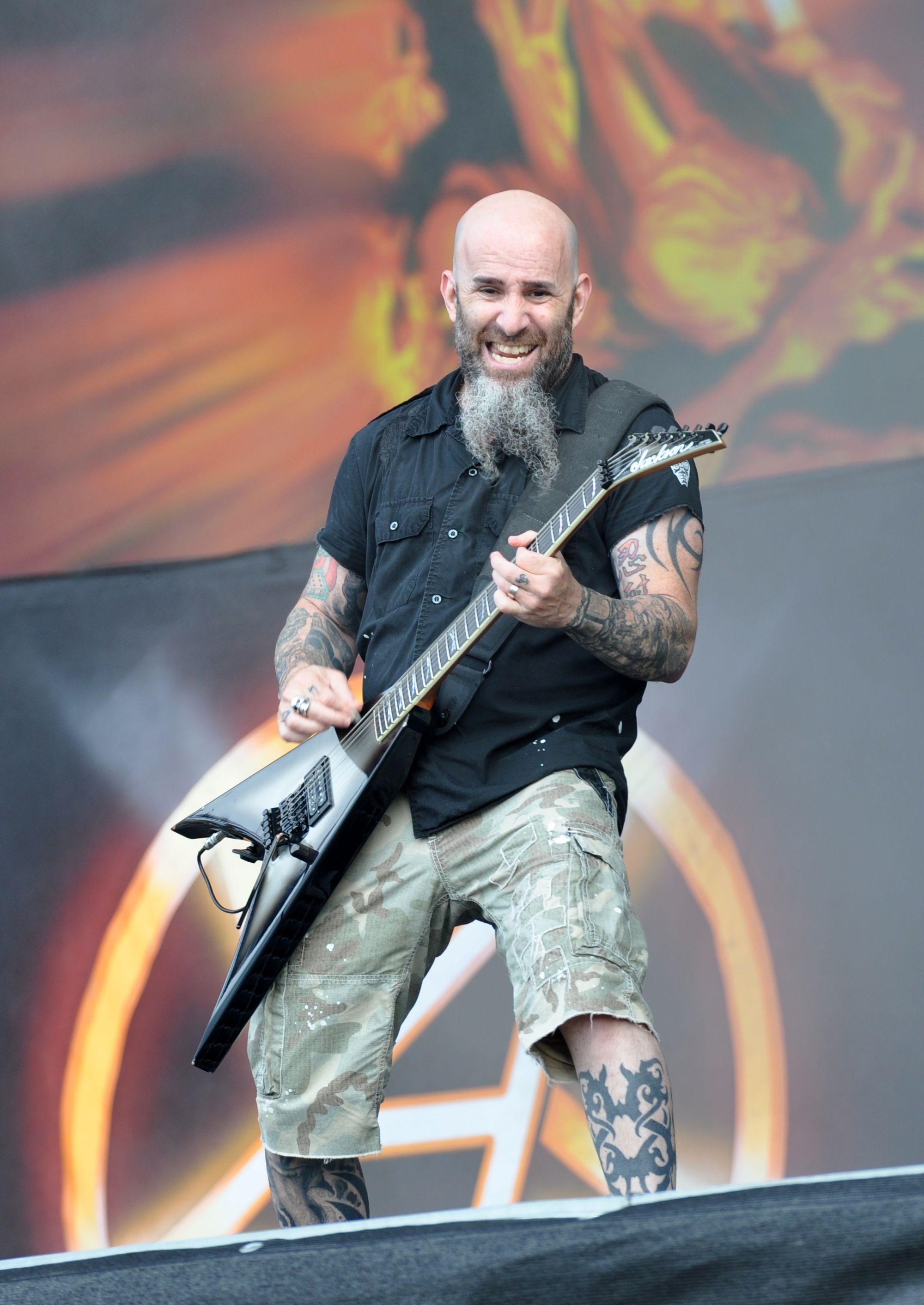
Scott Ian in 2013

Scott Ian (geboren als Scott Ian Rosenfeld; New York, 31 december 1963) is een Amerikaans muzikant.
Hij is het best bekend vanwege zijn rol als slaggitarist, en achtergrondzanger van de thrashmetalband Anthrax. Van deze band is hij tevens het enig overgebleven oorspronkelijke lid. Daarnaast is Scott Ian verantwoordelijk voor de teksten van de nummers van de metalband. Naast Anthrax is Rosenfeld de gitarist en oprichter van de crossover trashband Stormtroopers Of Death. Een derde band waar Scott Ian deel van uitmaakt is de metalband The Damned Things.
Naast zijn muzikale carrière heeft Scott Ian ook bekendheid verworven als presentator van het televisieprogramma The Rock Show op VH1 en was hij te zien in diverse series van diezelfde televisiezender.
- Biblioteca Nacional de España: XX5458018
- Bibliothèque nationale de France: cb169385323 (data)
- Catàleg d'autoritats de noms i títols de Catalunya: 981058517006506706
- Gemeinsame Normdatei: 1062727827
- International Standard Name Identifier: 0000 0000 7802 5022
- Library of Congress Control Number: no2010062837
- MusicBrainz: 40b0dfb0-d7e7-4a92-b0fa-12ed9af54993
- Nationale Bibliotheek van Tsjechië: xx0078084
- Nationale Bibliotheek van Polen: a0000003379149
- Nederlandse Thesaurus van Auteursnamen: 262019507
- Istituto Centrale per il Catalogo Unico: DDSV227253
- Virtual International Authority File: 120557962
- WorldCat: E39PBJv8GDTxjK3jRbmyyfjt8C